# Fred Piek
Fred Piek (Schiedam, 16 september 1949) is een Nederlandse zanger en gitarist, die bekend is van de folkrockgroep Fungus en van The Amazing Stroopwafels.
Piek richtte in 1972 de folkrockgroep Fungus op. De band vertolkte Nederlandse en Britse traditionals met een nieuwe sound. De eerste lp verwierf mede door de single “Kaapren Varen” succes. De band maakte daarna nog vier lp's en trad op in binnen- en buitenland.
Na de periode met Fungus speelde hij in The Amazing Stroopwafels en later in 3Heren. Hij werkte samen met Lennaert Nijgh aan zijn eerste solo-lp en maakte later een album met eigen werk (Soms een Moment). Met de cd Vroeger is terug keerde Piek weer terug naar de folkmuziek. Het album bevat één instrumentaal nummer en 11 liederen - waaronder “Kaap'ren Varen” - die alle 12 ook op de eerste drie albums van Fungus zijn te vinden, alleen nu akoestisch uitgevoerd. De samenwerking met slagwerker Louis Debij resulteerde in het project de Drummer en de Zanger.
In 2015 verscheen het album Ballads met vertolkingen van Engelse en Schotse traditionals.
Het nieuwe duo Fred Piek & Rens van der Zalm maakt vanaf 2020 opnames voor een nieuwe cd/lp. Regelmatig zullen er voorafgaand aan de release nummers op de streaming media verschijnen.

## Discografie
- Fungus
  - Fungus (1974) lp
  - Lief ende Leid (1975) lp
  - Van de Kiel naar Vlaring (1976) lp
  - Mushrooms (1977) lp
  - De kaarten zijn geschud (1977) lp
  - The Fungus Collection (2000) cd
- The Amazing Stroopwafels
  - The Amazing Stroopwafels (1980) lp
  - Oude Maasweg (1981) lp
  - In vuur en vlam (1982) lp
  - Wat een leven (1983) lp
- 3Heren
  - Ik zag Drie Heren (1984) lp
  - Radio Freedom Festival (Gouden Rand) (1985) LP
- Solo
  - Fred Piek (1981) lp
  - Soms een Moment (1988) lp / cassette/ cd
  - Vroeger is Terug (met Walter Kuipers) (1998) cd
  - De Drummer en de Zanger (met Louis Debij) (2010) cd
  - Ballads (2015) cd
- Fred Piek & Rens van der Zalm
  - De Scholen Haring - VL 7 (2020) stream
  - Soms Een Moment (2020) stream
  - A Swallow Song / Children of Darkness (2020) streams
  - Lord Randal / Flowers of the Forest (2021) stream
  - De Stad (2021) stream
  - Leaves of Grass (2022) stream
  - It's All Over Now Baby Blue (2022) stream
- Diverse bijdragen
  - Zing je Moerstaal (Fungus: "Het Dorp") (1976) lp
  - De Dichter is een Koe (Roodbont en de Fans) (1995) cd
  - De Nederlied Connectie (1998) cd
  - Koning van de Maas (2008) cd